# Montréal no 6
Montréal no 6 est une ancienne circonscription électorale provinciale du Québec située sur l'île de Montréal.

## Historique
Précédée de : Montréal-Centre
Suivie de : Montréal—Sainte-Anne, Montréal—Saint-Georges et Montréal—Saint-Laurent

## Liste des députés

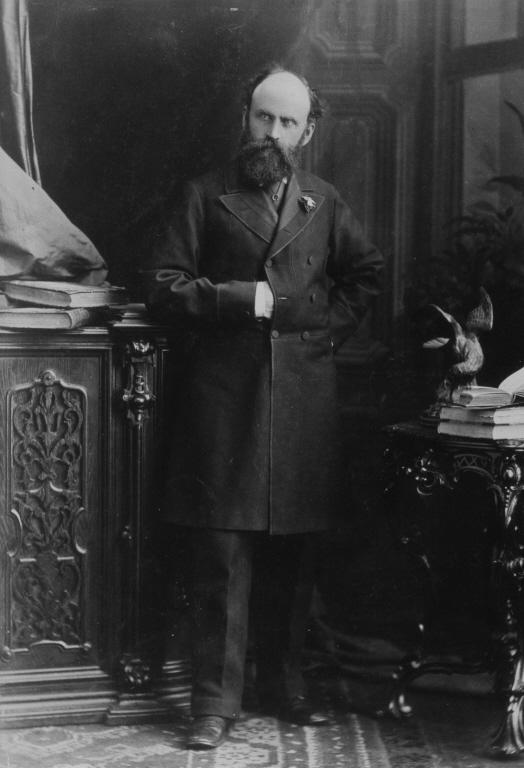
James McShane est député de Montréal no 6 de 1890 à 1892

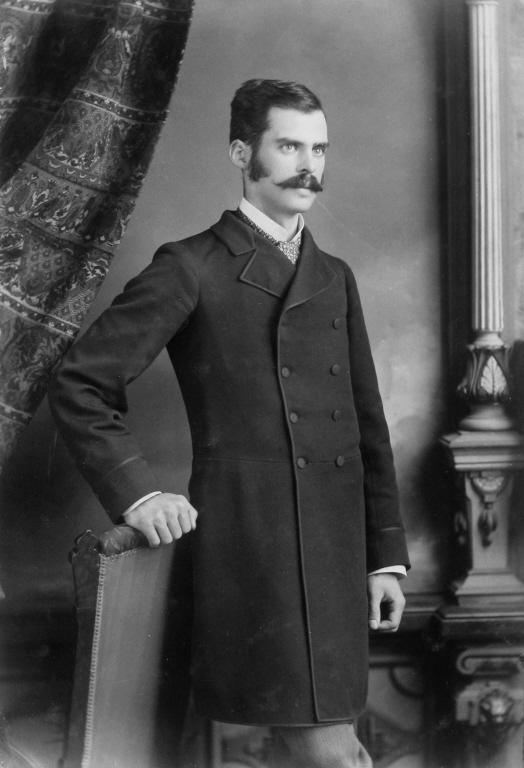
James Guerin est député de Montréal no 6 de 1895 à 1904 pour le Parti Libéral

| Montréal no 6 | Montréal no 6 | Montréal no 6       | Montréal no 6 |
| Années        | Années        | Député              | Parti         |
| ------------- | ------------- | ------------------- | ------------- |
|               | 1890 - 1892   | James McShane       | Libéral       |
|               | 1892 - 1895   | Patrick Kennedy     | Conservateur  |
|               | 1895 - 1897   | James John Guerin   | Libéral       |
|               | 1897 - 1900   | James John Guerin   | Libéral       |
|               | 1900 - 1904   | James John Guerin   | Libéral       |
|               | 1904 - 1908   | Michael James Walsh | Libéral       |
|               | 1908          | Denis Tansey        | Conservateur  |
|               | 1908 - 1912   | Michael James Walsh | Libéral       |